# Latikberg
Latikberg (sydsamiska: Laadtege) är en by och småort i Vilhelmina kommun. Här ligger bland annat Latikbergs kyrka.

## Etymologi
Latik- kommer från ett samiskt ord som betyder hjortron, se lulesamiska láttak.

## Historia
Latikberg insynades som nybygge 1777 av samen Johan Larsson (ibland kallad Jon Larsson) och hans hustru Kerstin Kristoffersdotter. De hade dessförinnan anlagt nybygget Bäsksele. Kronobygget Latikberg placerades vid sydöstra sluttningen av Hemberget i södra Latikberg.

### Befolkningsutveckling
| Befolkningsutvecklingen i Latikberg 1990–2015 | Befolkningsutvecklingen i Latikberg 1990–2015 | Befolkningsutvecklingen i Latikberg 1990–2015 | Befolkningsutvecklingen i Latikberg 1990–2015 | Befolkningsutvecklingen i Latikberg 1990–2015 |
| --------------------------------------------- | --------------------------------------------- | --------------------------------------------- | --------------------------------------------- | --------------------------------------------- |
|                                               |                                               |                                               |                                               |                                               |
| År                                            |                                               |                                               | Folkmängd                                     | Areal (ha)                                    |
| 1990                                          | 1990                                          |                                               | 60                                            | 41#                                           |
| 1995                                          | 1995                                          |                                               | 59                                            | 41#                                           |
| 2000                                          | 2000                                          |                                               | 63                                            | 42#                                           |
| 2005                                          | 2005                                          |                                               | 53                                            | 42#                                           |
| 2010                                          | 2010                                          |                                               | 60                                            | 39#                                           |
| 2015                                          | 2015                                          |                                               | 50                                            | 45#                                           |
| Anm.: # Som småort.                           |                                               |                                               |                                               |                                               |